# أكبر التجمعات السلمية في التاريخ
في ما يلي لائحة بأكبر التجمعات السلمية المحتملة في التاريخ لأناس في مكان واحد لغرض واحد، وهذه لائحة لما يزيد عن تجمع مليون شخص. مع الإشارة أن الترتيب والأرقام ليست بالضرورة دقيقة لأن المصادر التي تعتمد عليها المقالة هي بالأصل مبنية بدورها على التقدير.

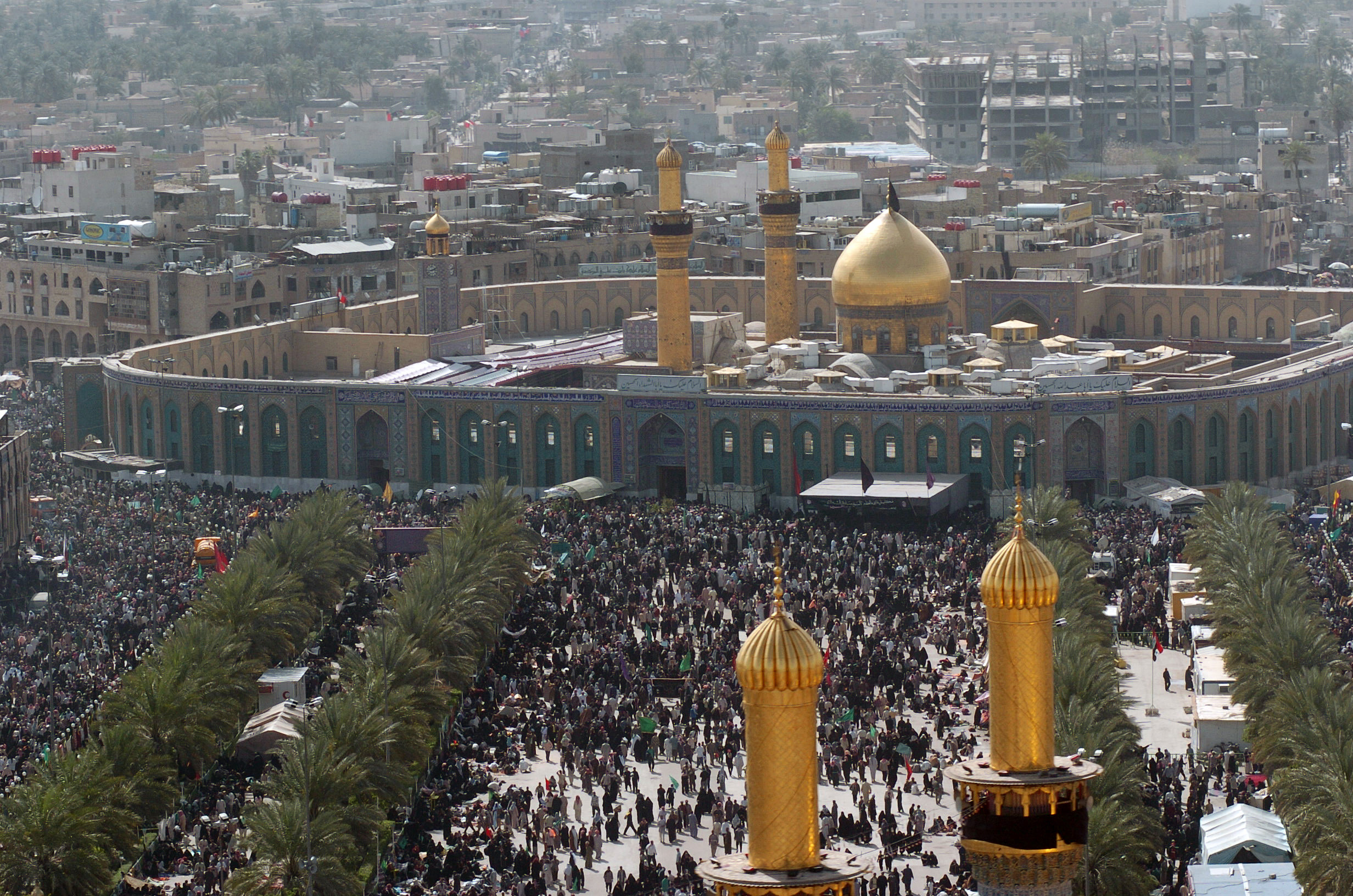
مسيرة الأربعين في العراق، يحييها أكثر من 30 مليون شيعي.

## عشرة ملايين فأكثر

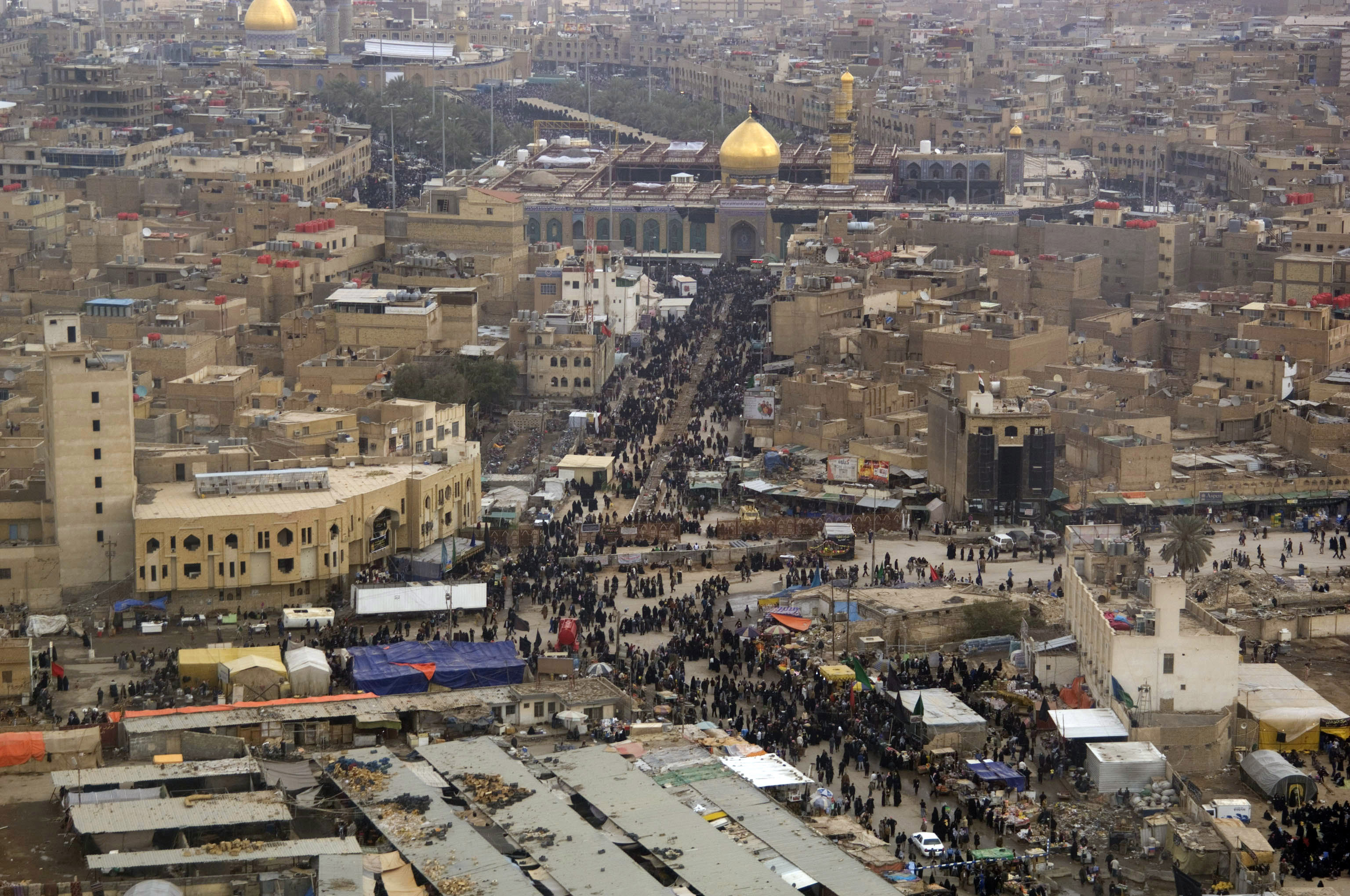
زيارة الأربعين يحضره أكثر من 30 مليون زائر

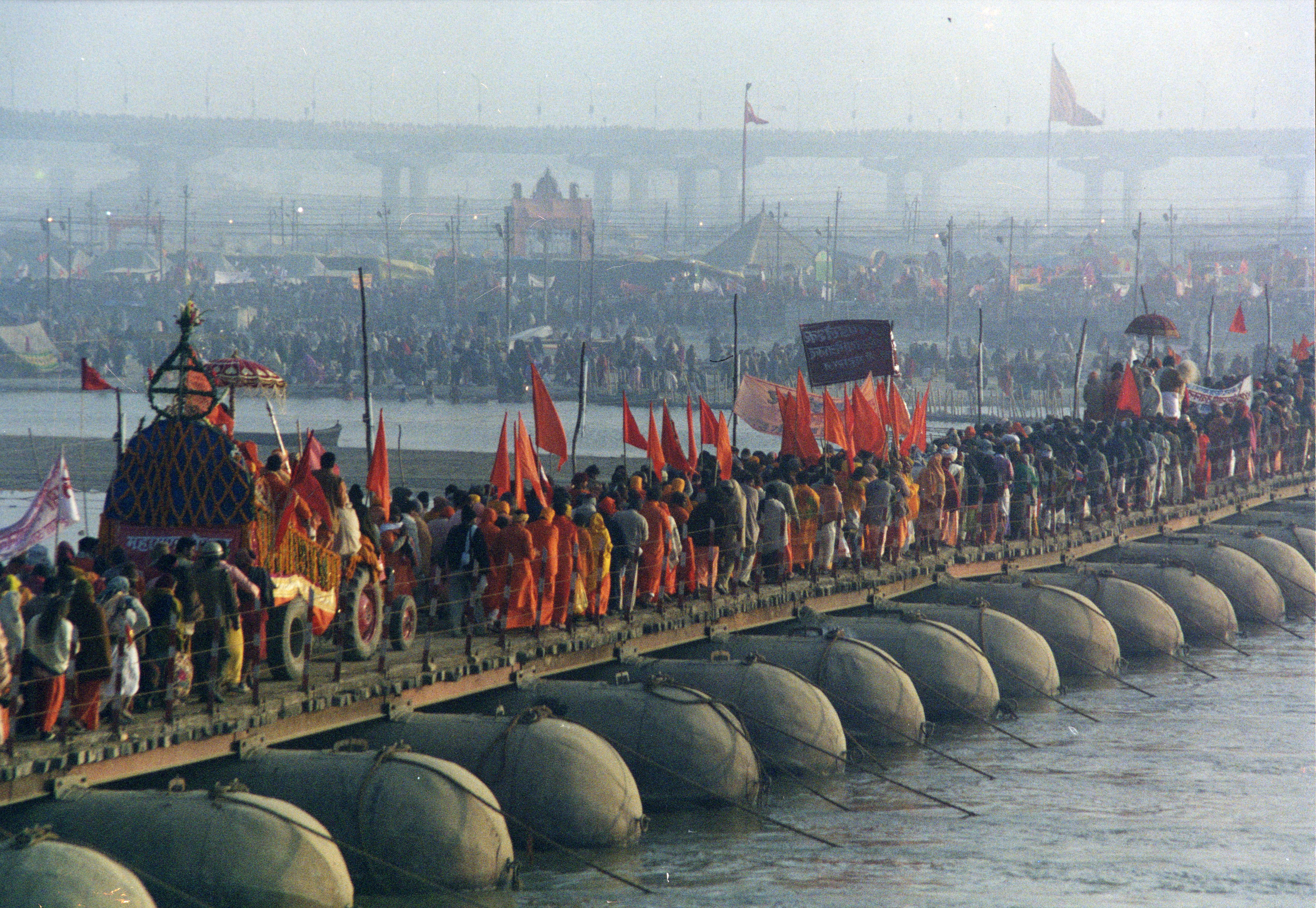
مهرجان كومبه ميلا عام 2001 حضره 25 مليون

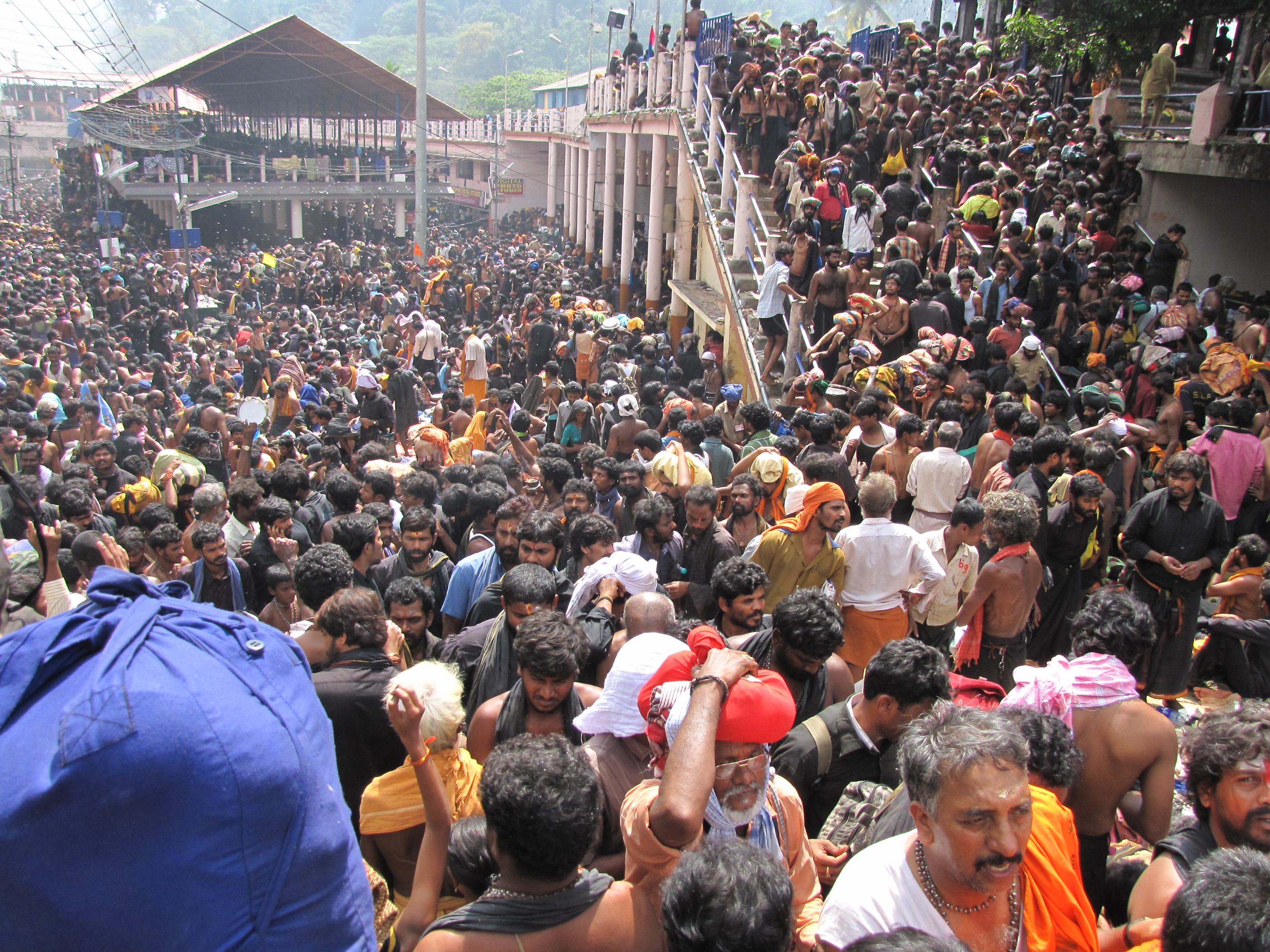
حج ساباريمالا في الهند

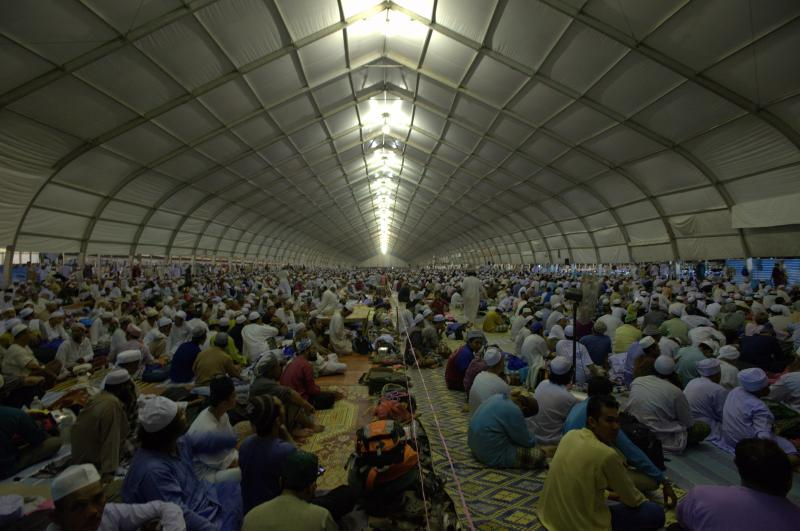
تجمع جماعة التبليغ

| الحدث                          | التاريخ        | المشاركين   | النوع       | الموقع          | البلد  | المرجع               |
| ------------------------------ | -------------- | ----------- | ----------- | --------------- | ------ | -------------------- |
| كومبه ميلا                     | 4 فبراير 2019  | 50 مليون    | حج          | الله آباد       | الهند  | [ 1 ]                |
| مسيرة الأربعين                 | 2016           | 20–30 مليون | زيارة دينية | كربلاء          | العراق | [ 2 ]                |
| كومبه ميلا                     | 10 فبراير 2013 | 30 مليون    | حج          | الله آباد       | الهند  | [ 3 ]                |
| مسيرة الأربعين                 | 2015           | 27 مليون    | زيارة دينية | كربلاء          | العراق | [ 4 ]                |
| مسيرة الأربعين                 | 2023           | 22 مليون    | زيارة دينية | كربلاء          | العراق | [ 5 ]                |
| مسيرة الأربعين                 | 2022           | 21 مليون    | زيارة دينية | كربلاء          | العراق | [ 6 ]                |
| مسيرة الأربعين                 | 2014           | 20 مليون    | زيارة دينية | كربلاء          | العراق | [ 7 ] [ 8 ] [ 9 ]    |
| كومبه ميلا                     | 30 يناير 2001  | 20 مليون    | حج          | الله آباد       | الهند  | [ 10 ]               |
| عزاء ركضة طويريج               | يوليو 2023     | 16 مليون    | زيارة دينية | كربلاء          | العراق | [ 11 ]               |
| مسيرة الأربعين                 | يناير 2013     | 15–18 مليون | زيارة دينية | كربلاء          | العراق | [ 12 ] [ 13 ]        |
| مسيرة الأربعين                 | يناير 2012     | 15 مليون    | زيارة دينية | كربلاء          | العراق | [ 14 ] [ 15 ]        |
| مسيرة الأربعين                 | يناير 2011     | 15 مليون    | زيارة دينية | كربلاء          | العراق | [ 16 ]               |
| جنازة سي إن أنادوراي           | 4 فبراير 1969  | 15 مليون    | جنازة       | تاميل نادو      | الهند  | [ 17 ] [ 18 ]        |
| كومبه ميلا                     | 15 يناير 2019  | 14 مليون    | حج          | الله آباد       | الهند  | [ 19 ]               |
| مسيرة الأربعين                 | 2017           | 14 مليون    | زيارة دينية | كربلاء          | العراق | [ 20 ] [ 21 ]        |
| إحياء ذكرى استشهاد موسى الكاظم | فبراير 2024    | 13 مليون    | زيارة دينية | الكاظمية، بغداد | العراق | [ 22 ]               |
| اجتماع أورنك آباد العالمي      | 2018           | 12.6 مليون  | تجمع        | أورنك آباد      | الهند  | [ 23 ]               |
| مواكب استشهاد موسى الكاظم      | 2016           | 12 مليون    | زيارة دينية | الكاظمية، بغداد | العراق | [ 24 ] [ 25 ]        |
| مواكب استشهاد موسى الكاظم      | 2015           | 12 مليون    | زيارة دينية | الكاظمية، بغداد | العراق | [ 26 ] [ 27 ]        |
| جنازة روح الله الخميني         | 11 يونيو 1989  | 10.2 مليون  | جنازة       | طهران           | إيران  | [ 28 ]               |
| مسيرة الأربعين                 | يناير 2010     | 10 مليون    | زيارة دينية | كربلاء          | العراق | [ 29 ] [ 30 ] [ 31 ] |
| مسيرة الأربعين                 | 2009           | 10–14 مليون | زيارة دينية | كربلاء          | العراق | [ 32 ]               |
| كومبه ميلا                     | 14 أبريل 2010  | 10 مليون    | حج          | هاريدوار        | الهند  | [ 33 ]               |
| إحياء ذكرى استشهاد موسى الكاظم | فبراير 2022    | 10 مليون    | زيارة دينية | الكاظمية، بغداد | العراق | [ 34 ]               |

## احتفال هندوسي
- 25 مليون تقدير عدد من حضروا مهرجان كومبه ميلا على نهر الغانج في 24 يناير 2001 ويعتقد أنه أكبر تجمع بشري في التاريخ[35] حيث يتكرر الاحتفال كل 12 سنة وهو ما حدث في عام 2013 وتشير التوقعات أن أكثر من 100 مليون شخص يحضره طوال شهرين من الاحتفالات[36][37]

## زيارة الأربعين
يحيي الشيعة في العراق وبلدان أخرى مختلفة عربية وأجنبية هذه الذكرى:
- 30 مليون تقدير الزائرين في عام 2016.[38]

- 27 مليون تقدير الزائرين من 40 دولة أجنبية في عام 2015.[39]
- <20 مليون تقدير الزائرين من 40 دولة أجنبية في عام 2013.[40]
- من 25 إلي 100 مليون تقدير من زاروا كربلاء في عام 2014.[41][42][43]
- قُدر عدد الزائرين في مسيرة الأربعين لسنة 2017، قد بَلغ 13 مليوناً و800 ألفاً و800 شخص، كحد أدنى.[44]
- 20 مليون تقدير الزائرين لسنة 2018.
- 25 مليون تقدير الزائرين لسنة 2019.
- انخفض تقدير الزائرين لعامي 2020 و2021 بسبب جائحة فيروس كورونا في العراق.
- 21 مليون تقدير الزائرين لسنة 2022.
- أربعين 2023:

1. أعلنت الأمانة العامّة للعتبة العبّاسية[45]، يوم الأربعاء 20 صفر الخير 1445هـ الموافق 6 أيلول/سبتمبر 2023م، عن مشاركة 22 مليونًا و19 ألفًا و146 زائرًا في إحياء زيارة أربعينية الإمام الحسين بن علي، معتمدةً على منظومة العد الألكتروني الدقيق في إحصاء الوافدين إلى كربلاء، حيث صرّحت إنّ العدّ بدأ من 1 صفر إلى الساعة 12:00 ظهراً من يوم 20 صفر.[46]
2. أعلن رئيس مجلس الوزراء محمد شياع السوداني، خلال مؤتمرٍ صحفي عقده في كربلاء، نجاح خطط زيارة الأربعين التي أشرف عليها شخصياً وبشكلٍ مباشر.
3. وأعلنت جمعية الهلال الأحمر العراقي، تقديم خدماتها لأكثر من 3 ملايين زائر عراقي وأجنبي خلال مراسيم الأربعينية.

## خمسة ملايين فأكثر
- من 5 إلي 7 مليون تقدير عدد من شيعوا جنازة آية الله الخميني في طهران 1989.[47]
- 5 مليون تقدير عدد من حضروا حج ساباريمالا في الهند 14 يناير 2007.[48]
- أكثر من 5 مليون تقدير عدد من شاركوا في التجمع العالمي ليوم الشباب في مانيلابالفلبين لرؤية البابا يوحنا بولس الثاني في 1955.[49]
- 6 مليون و445 الف و200 عدد زائري مرقد الإمام علي بن ابي طالب في ذكرى وفاة النبي محمد في النجف 2022.[50]

## اثنين إلى خمسة ملايين
- 5 مليون تقدير عدد من حضروا اختتام قداس يوم الشباب العالمي في مانيلا، الفلبين 1995.[49]
- 5 مليون تقدير عدد من حضروا جنازة جمال عبد الناصر بالقاهرة 1 أكتوبر 1970.[51][52]
- 4.2 مليون تقدير عدد من حضروا حفلة رود ستيوارت بريو دي جانيرو في البرازيل 31 ديسمبر 1996.[53]
- 4 مليون تقدير عدد من حضروا جنازة أم كلثوم في مصر 6 فبراير 1975.[54][55]
- 3.16 مليون تقدير عدد حجاج مكة من المسلمين 2012.[56]
- أكثر من 3 ملايين تقدير عدد من حضروا يوم «التجمع العالمى» لجماعة التبليغ بحضور أتباعها من مختلف أنحاء العالم في تونجي قرب داكا ببنغلاديش.[57][58]
- 3.5 مليون تقدير عدد من حضروا حفل جان ميشال جار لأداء أغنية أكسجينى في موسكو 1997.[59]
- 3 مليون تقدير عدد من حضرو جنازة سائق سباقات السيارات ايرتون سينا في ساو باولو 1994.[60]
- 3 مليون تقدير عدد من شاركوا في مسيرة عبر مدينة روما، إيطاليا لمعارضة الغزو الذي قادته الولايات المتحدة على العراق في أكبر مسيرة مناهضة للحرب في التاريخ في 15 فبراير 2003.[61][62]
- 3 مليون تقدير عدد الأشخاص المشاركين في موكب بوسطن، أمريكا للأحتفال بانتصار بوسطن ريد سوكس 30 أكتوبر 2004.[63]
- 3 مليون عدد من شاركوا في العيد السنوي النصرانى الأسود في مانيلا، الفلبين في يناير 2008.[64][65][66]
- من2 إلى 4 مليون تقدير عدد من شيعوا جنازة البابا يوحنا بولس الثاني في روما، إيطاليا 7 أبريل 2005.[67][68]
- من 2 إلى 3 مليون تقدير عدد من تجمعوا للتظاهر للدفاع عن حقوق العمال في روما، إيطاليا في 23 مارس 2002.[69][70][71]
- من 2 إلى 3 مليون تقدير عدد من حضروا إيغلسا نى كريستو " البعثة الأنجلية الكبرى في المنصة الكبرى في مانيلا، الفلبين1995.[72]
- 2.7 مليون تقدير عدد من حضروا القداس الختامي ليوم الشباب العالمي 2000 في روما، إيطاليا[73]
- 2.5 مليون تقدير عدد من حضروا قداس تطويب البابا يوحنا بولس الثاني في حديقة بولونى، كراكوف، بولندا.[74]
- 2.5 مليون تقدير عدد من حضروا موكب مسيرة ساو باولو للمثليين يونيو 2006.[60]
- 2 مليون تقدير عدد من تجمعوا في فيلادلفيا، أمريكا لموكب كأس ستانلي 1974.[75]
- 2 مليون تقدير عدد من تجمعوا في مدريد، إسبانيا للأحتفال بنجاح منتخب إسبانيا لكرة القدم في كأس العالم 2010.[76]
- 2 مليون تقدير عدد النساء الذين تجمعوا في معبد أتوكال بولاية كيرلا، الهند 4 مارس 2007 ويعد هذا أكبر تجمع نسائي في التاريخ.[77]
- 2 مليون تقدير عدد من في شارع 9 دى جوليو في بوينس آيرس، الأرجنتين لحضور أحفاليات الشوارع بمناسبة الذكرى المئوية الثانية ثورة مايو 25 مايو 2010.[78]